# Banda X
A banda X é uma faixa de frequência (SHF - 8 a 12GHz) para comunicação por satélite privativa. É geralmente utilizado quando há necessidade de ondas contínuas, polarização singular, dupla polarização e radares de abertura sintética. Os usos são para organizações militares, civis e governamentais e incluem monitoramento climático, controle de tráfego aéreo e detector de velocidade em veículos.